# Дорошенко, Николай Иванович
Николай Иванович Дорошенко (16 сентября 1951, село Сухиновка, Глушковский район, Курская область — 5 ноября 2024) — советский и российский прозаик, публицист, член Союза писателей СССР с 1985 года, секретарь правления Союза писателей России, главный редактор газеты «Российский писатель».

## Биография
Дорошенко Николай Иванович родился 16 сентября 1951 года в селе Сухиновка Глушковского района Курской области в крестьянской семье.
После окончания в 1968 году Сухиновской средней школы работал литературным сотрудником в редакции газеты «За изобилие» в городе Рыльске. Затем работал токарем на заводе «Красный Октябрь» в Волгограде, электромонтажником в Киеве, рулевым матросом в Ялтинском морском торговом порту. С 1973 года в родном Глушковском районе работал корреспондентом-организатором местной радиопередачи «Говорит Глушково». С 1974 по 1976 год служил в армии.
Демобилизовавшись в 1977 году, переехал в Москву. Работал сначала дворником, затем главным хранителем Дома пропаганды Всероссийского общества охраны памятников истории и культуры, ответственным секретарём Комиссии по работе с молодыми литераторами Московской писательской организации и одновременно учился на заочном отделении в Литературном институте им. А. М. Горького.
В 1988 году Николай Дорошенко возглавлял газету Московской писательской организации «Московский литератор». После публикации в ней нелицеприятной статьи об «архитекторе перестройки» Александре Яковлеве почти еженедельно на заседаниях парткома Московской писательской организации стал подниматься вопрос о несоответствии Николая Дорошенко должности главного редактора. Но всякий раз при голосовании для его увольнения с должности редактора недоставало нескольких или даже одного голоса.
Все попытки Николая Дорошенко включиться в официальную политическую деятельность оказались неудачными. В 1990 году он был зарегистрирован кандидатом в народные депутаты РСФСР по Октябрьскому территориальному избирательному округу № 37 г. Москвы. Но не набрал должного количества голосов. Когда в 1993 году возник кризис в отношениях между исполнительной властью и Верховным Советом, Николай Дорошенко принял приглашение стать главным редактором ТВ «Парламентский час», но парламент был расстрелян в октябре этого же года. В 1995 году он был кандидатом в депутаты ГД ФС РФ по федеральному списку избирательного блока «Власть народу!», в 1999 г. — кандидатом в депутаты ГД по списку избирательного объединения «Российский общенародный союз», но по результатам выборов в обоих случаях его ожидала неудача.
В эти же годы работал экспертом на телеканале ТВЦ, секретарём правления по творческим вопросам и общественным связям Московского отделения Союза писателей России, редактором общественно-политического отдела в журнале Газпрома «Фактор», а в Международном независимом эколого-политологическом университете читал спецкурс «Культура как среда обитания» и преподавал журналистское мастерство.
С 2000 года — главный редактор газеты Союза писателей России «Российский писатель» и директор одноименного издательства. Секретарь правления Союза писателей России.
Увлекался рыбалкой, чтением книг по истории, путешествиями.
Скончался 5 ноября 2024 года на 74-м году жизни. Похоронен на Хованском (Центральном) кладбище (участок 403)

## Семья
Женат с 1978 года. Жена — искусствовед, двое детей — сын и дочь.

## Общественная позиция
В 2022 году подписал письмо в поддержку российского военного вторжения на Украину.

## Творчество

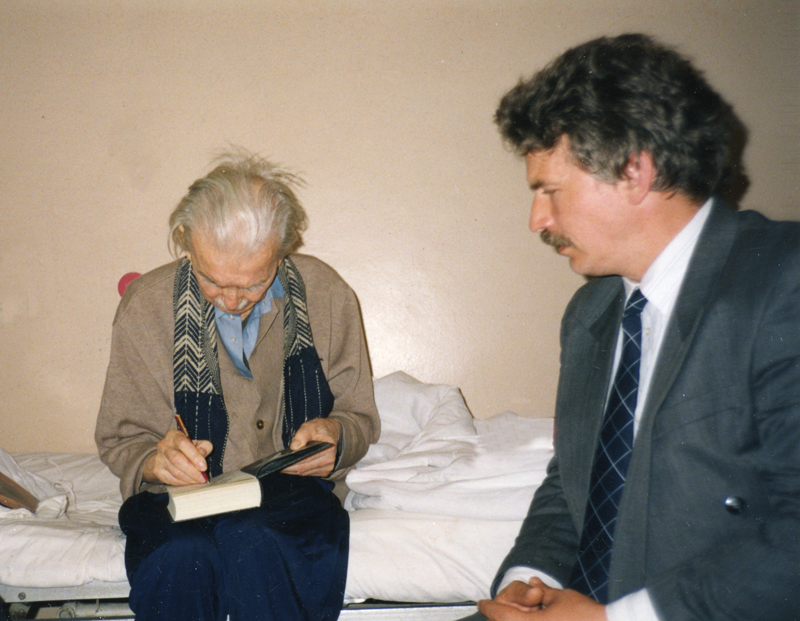
В больничной палате у Леонида Леонова после выхода его романа «Пирамида». 1994 г.

В 1978 году со своими первыми рассказами поступил в Литературный институт им. А. М. Горького. Руководили его творческим семинаром сначала Николай Томашевский, затем — Феликс Кузнецов.
Одна из первых публикаций Николая Дорошенко как прозаика (рассказ «Овёс») появилась в журнале «Литературная учеба» (№ 6, 1981 г.).
По рекомендации журналов «Новый мир» и «Юность» стал участником Московского совещания молодых писателей в Софрино, а по итогам VII Всесоюзного совещания молодых писателей была рекомендована к изданию его первая книга «Тысяча километров до Москвы». (М.:"Современник" в 1983 г.). В 1985 году был принят в Союз писателей СССР.
Затем выходят его книги «Хозяин неизвестного музея» (М.: «Молодая гвардия», 1984 г.) и «Видения о Липенском луге» (М.: «Современник», 1988 г.).
После пятнадцатилетнего перерыва в творческой работе лишь в 2003 г. Николай Дорошенко публикует в «Роман-журнале XXI век» повесть «Прохожий». Произведение было замечено в писательской среде и переиздано во многих литературных журналах, включая «Наш современник», а также переведено на китайский язык.
Николай Дорошенко о своем предпочтении традиций реализма в статье «Реализм как позиция»:

«Реализм — это всего лишь результат осознанного нравственного выбора между бытием и небытием, между реальностью и уходом от нее в пустоту, между надличностной, самоотверженной правдой и корыстной, себялюбивой ложью. Реализм может быть суровым и утешительным, потому что любовь и простое приятие одинаково проявляются и в тревоге, и в жалости. Новым он может быть ровно настолько, насколько текущие события меняют ракурс нашего взгляда на окружающий мир, позволяют увидеть доселе невидимое. Но — не потому, что некий художник вдруг обновил краски на своей палитре. Сколько настоящих художников, столько и изобразительных приемов, столько и способов познания, а реальность, всего лишь частицей которой каждый художник является — всегда остается в единственном числе».

## Критика
Писатель Владимир Личутин в своей публикации «Душа неизъяснимая» отметил «изящество его письма», обилие в его прозе «тонких образов и афористичных мыслей», Виктор Линник считает его выходцем из «засечной Руси, … откуда, по словам Бунина, вышла вся русская литература». Валентина Ефимовская считает, что «идею человека, для которого Бог является источником бытия и движения, автору удается представить в соответствии с „диалектической категорией всеединства“».
Прозаик и поэт Василий Дворцов так описывает характер прозы Николай Дорошенко:

«Не попасть под обаяние прозаика Дорошенко невозможно, как невозможно минуть сирен, перейти маковое поле. … Это обволакивающее обаяние — эффект уникального соития жаления-элегирования с мастерством-софизмом, результат редчайшего соединения чистоты с мудростью. Природный язык русского юга, щедрого тонами и мелодиями, как никакая иная земля славян, франков или норманнов, язык, словарно нагруженный путешествиями, смыслово окультуренный Москвой и стилистически вышлифованный самой высокопробной профессиональной средой, возводит Николая Дорошенко в ранг гроссмейстера литературы. Конечно же, он — сверхмастер, он — тот, чью работу, чьё закулисье никогда не видно, чей фокус очень даже может быть настоящей магией.»

## Издания

### Книги
- «Хозяин неизвестного музея» (М.: «Молодая гвардия», 1984)
- «Видения о Липенском луге» (М.: «Современник», 1988 )
- «Запретный художник» (М. «Молодая гвардия», 2006)
- «Повести» (М.: «Российский писатель», 2011)[17]
- «Ушедшие» (М.: «Серебряные нити», 2012)
- «Дерево возле дома» (М.: «Российский писатель», 2014)

### Романы
- Душа[18]

### Повести
- «Жили-были»
- «Метель»
- «Видение о Липенском луге»
- «Прохожий»[19]
- «Запретный художник»
- «Ушедшие»
- «Выстрел»

### Рассказы
- 1981 — «Овёс»[10]
- 1982 — «Ненависть к кабану»[20]
- «Тысячу километров до Москвы»
- «Из писем к брату»
- «Трактористы»
- «Ванька»
- «Хозяин неизвестного музея»
- «Абитуриентка»
- «Картина»
- «Друг»
- 1982 — «Путешествие к Рахову»[21]
- «Досада»
- «Дерево возле дома»
- «Праздник»
- «Проводы»
- «Карьер»
- «Оно».
- «Рассказ о ненаписанном рассказе»
- «О некоторых наших напрасных свойствах»
- «О, Новый год…»
- «Богословие в моем детстве»
- «Мои Гомеры»
- «Праздник, который не повторится»
- «Жаба душит»
- «И тогда Он воскрес»
- 2014 — «На подхвате»[22]

### Статьи
- «Реализм как позиция»
- «Почему опустел ЦДЛ»
- «Культура и национальная безопасность»
- «Навстречу неизвестной силе…» Кто мы, зачем мы и кто нас ненавидит"
- «Если сохраним нашу литературу — сохраним Россию!»
- «Лобанов: опыт прикосновения к русскому характеру»
- «Слово о Крупине»
- «О прощании с Леоновым и Распутиным»
- «Религиозный смысл новейшей истории»
- «Литературные власовцы на марше»
- «Президент играет, а девки поют и пляшут. О государственной политике в области культуры»
- «Дмитрий Быков повторил подвиг Лидии Тимашук»
- «В Донецке.»
- «Благин как симметричный ответ Познеру»
- «Когда невероятное становится очевидным»
- «Сбывшееся стихотворение — не сбылось»
- «О китайцах и о прощании с милиционерами»
- «Россия и Украина — близнецы братья»
- «Прибежище негодяев»
- «300 процентов прибыли по Марксу»
- «Хороших граждан приучают к нехорошим согражданам»
- «Какая идеология — такая и литература»
- «Наше тоталитарное бла-бла-бла»

## Премии и государственные награды
- 1986 — Медаль «За трудовое отличие»[1]
- 2004 — Всероссийская литературная премия им. М. А. Алексеева — за повесть «Прохожий»[11]
- 2006 — Большая литературная премия — за повесть «Запретный художник»[23]
- 2010 — Литературная премия им. И. А. Гончарова — за повести «Ушедшие» и «Выстрел»[24]
- 2013 — Всероссийская литературная премия имени Д. Н. Мамина-Сибиряка — «за публицистику последних лет, продолжающую лучшие традиции русской патриотической литературы»[25]
- 2014 — Премия Губернатора Курской области им. Е. И. Носова[26]
- 2015 — Почетное звание «Курский соловей» — «за яркие творческие достижения, общественную деятельность и подвижничество во славу малой родины — Соловьиного края»[27]
- 2022 — Медаль ордена «За заслуги перед Отечеством» II степени[28].